# 大崎栄
大崎 栄（おおさき さかえ、1964年8月18日 - ）は、日本の元陸上競技選手、指導者。千葉県出身。

## 来歴
八千代松陰高等学校時代に頭角を現し、全国高校駅伝で2年連続区間賞を獲得した。チームも過去最高順位の2位に入賞するなど黄金期の中心人物だった。しかし、東海大学進学後は4年連続箱根駅伝出場を果たしたもののタイトルに縁のないまま卒業する。
卒業後旭化成陸上部でマラソンを目指した大崎は、ここで大きなショックを受ける。高校時代の同期と同じ練習をしているのに全くついていけなかったのだ。そこで足元から見直しトラック競技から出直すことにする。それが1992年のバルセロナオリンピック10000m代表に繋がった。その後本格的なマラソンに取り組んだが、ベストタイムは2時間10分10秒と惜しくもサブテンランナー入りを逃した。
引退後は日立女子陸上競技部監督を経て、2002年1月より東海大学に長距離ブロックのコーチとして復帰。途中棄権、完走したチームの中では最下位とここ2年さえなかったチームを再浮上させるきっかけを作った。2004年の80回大会ではチーム過去最高の2位に躍進し、優勝への期待が高まった。
その後伊達秀晃、佐藤悠基という大型2枚看板を擁し、他にも実力あるランナーを育成し、出雲駅伝3連覇、全日本大学駅伝優勝、そして箱根駅伝でも81回大会で往路優勝という結果を残した。しかし箱根駅伝では優勝候補に名を連ねながら故障者の続出やブレーキにより、2位の後は、6位、6位、3位と期待を大きく下回る結果が続いた。また、全日本大学駅伝での予選会では、佐藤悠基の途中棄権や伊達秀晃、佐藤悠基を外した事もあり2度敗退した。2008年の第84回大会では、10区残り3キロ弱のところで、荒川丈弘の怪我により途中棄権となった。その後、2008年3月をもって同大学陸上競技部コーチを退任した。
視覚障害をもつランナーに伴走するガイドランナーの活動を行っており、2012年ロンドンパラリンピックでは、早田俊幸と共に、男子マラソン（視覚障害）に出場した高橋勇市のガイドランナーを務めた。
2021年現在、東海大学九州教養教育センターに所属し、リスタートランニングクラブのコーチとしても活躍している。

## 関連人物
- 丸山敬三
- 伊達秀晃
- 佐藤悠基